# Taínoerne
 "Taino" omdirigeres hertil. For andre betydninger af Taino, se Taino (flertydig).
Taínoerne var et historisk oprindeligt folk i Caribien, hvis kultur i dag er blevet videreført af Neo-Taíno nationer. Taino er en af arawak-stammerne. Arawarkerne var et fredeligt folk, der etablerede sig i velordnede, små samfund.
På tidspunktet for europæisk kontakt i slutningen af det 15. århundrede, var de de vigtigste indbyggere i det meste af det, der nu er Cuba, Den Dominikanske Republik, Jamaica, Haiti, Puerto Rico, Bahamas og de nordlige Små Antiller. Taínoerne var de første folk fra den nye verden, som Christopher Columbus mødte i Bahama-øgruppen den 12. oktober 1492. Taínoerne talte en dialekt af den arawakanske sproggruppe. Taínoernes religion er centreret om tilbedelse af zemis.

## Sprog
Taínoerne talte Taíno. Dansk har en del låneord fra Taíno - fx; ara, barbecue, iguan, kaiman (Caimáin), kano (Canoa), kassava, kolibri, majs (via maisí mahis), orkan (via huracán som betyder storm), papaya, pitahaya (Pitaiaya), tobak (Tabaco, cohiba) og tun.
Steder med Taíno-navne: Baracoa, Batabanó, Bayamo, Camagüey, Cuba (Cuba; sammensat af coa (sted) og bana (fantastisk)), daiquiri (stednavn for strand og mine (dayquiri) på Cuba), Guantánamo (betyder "land mellem floder"), Haytí (Haytí (nu haiti) betyder højt land. Navnet haytí omfatter hele øen hispaniola), Havana, Jamaica (Jamayca; Ja(vand)-ma(stor)-y-ca(coa; sted); stort sted med vand)